# Lijst van voetbalinterlands Armenië - Polen
Deze lijst van voetbalinterlands is een overzicht van alle officiële voetbalwedstrijden tussen de nationale teams van Armenië en Polen. De landen speelden tot op heden zeven keer tegen elkaar. De eerste ontmoeting was een vriendschappelijke wedstrijd op 3 maart 1999 in Warschau. Het laatste duel, een kwalificatiewedstrijd voor het Wereldkampioenschap voetbal 2018, werd gespeeld in Jerevan op 5 oktober 2017.

## Wedstrijden
| № | Plaats   | Datum           | Competitie           | Wedstrijd       | Uitslag |
| - | -------- | --------------- | -------------------- | --------------- | ------- |
| 1 | Warschau | 3 maart 1999    | Vriendschappelijk    | Polen – Armenië | 1 – 0   |
| 2 | Warschau | 28 maart 2001   | WK 2002 kwalificatie | Polen – Armenië | 4 – 0   |
| 3 | Jerevan  | 6 juni 2001     | WK 2002 kwalificatie | Armenië − Polen | 1 − 1   |
| 4 | Kielce   | 28 maart 2007   | EK 2008 kwalificatie | Polen − Armenië | 1 − 0   |
| 5 | Jerevan  | 6 juni 2007     | EK 2008 kwalificatie | Armenië − Polen | 1 − 0   |
| 6 | Warschau | 11 oktober 2016 | WK 2018 kwalificatie | Polen – Armenië | 2 – 1   |
| 7 | Jerevan  | 5 oktober 2017  | WK 2018 kwalificatie | Armenië − Polen | 1 − 6   |

## Samenvatting
| Competitie        | Totaal gespeeld | Winst Armenië | Gelijk | Winst Polen | Doelsaldo Armenië – Polen |
| ----------------- | --------------- | ------------- | ------ | ----------- | ------------------------- |
| WK-kwalificatie   | 4               | 0             | 1      | 3           | 3 − 13                    |
| EK-kwalificatie   | 2               | 1             | 0      | 1           | 1 − 1                     |
| Vriendschappelijk | 1               | 0             | 0      | 1           | 0 − 1                     |
| Totaal            | 7               | 1             | 1      | 5           | 4 − 15                    |

Wedstrijden bepaald door strafschoppen worden, in lijn met de FIFA, als een gelijkspel gerekend.